# Село имени Кирова (Кара-Сууский район)
Имени Кирова (кирг. Киров) — село в Кара-Сууском районе Ошской области Кыргызстана. Административный центр Сарайского айылного аймака.

## География
Село расположено в северо-западной части области, вблизи государственной границы с Узбекистаном, у южной окраины города Кара-Суу, административного центра района. Абсолютная высота — 755 метров над уровнем моря.

## Население
Согласно оценочным данным Национального статистического комитета Кыргызской Республики, численность населения села на начало 2023 года составляла 8155 человек.
| год     | 2009 | 2014 | 2015 | 2020 | 2021 | 2023 |
| ------- | ---- | ---- | ---- | ---- | ---- | ---- |
| человек | 9287 | 9628 | 9486 | 8739 | 8719 | 8155 |